# Anaptychia elbursiana
Anaptychia elbursiana är en lavart som först beskrevs av Szatala, och fick sitt nu gällande namn av Poelt. Anaptychia elbursiana ingår i släktet Anaptychia och familjen Physciaceae.   Inga underarter finns listade i Catalogue of Life.